# Björkören
Björkören is een Zweeds zandbank of rotseiland behorend tot de Lule-archipel. Het eiland ligt in een baai ten zuidwesten van Kallax. Het eiland heeft geen oeververbinding en kent in een paar overnachtingshuisjes enige bebouwing.